# Paul Scruggs
Paul Edward Scruggs (Indianapolis, 9 marzo 1998) è un cestista statunitense.

## Palmarès
- Campionato polacco: 1

Trefl Sopot: 2023-2024
- Campione NIT (2022)